# Neobracea valenzuelana
Neobracea valenzuelana là một loài thực vật có hoa trong họ La bố ma. Loài này được (A.Rich.) Urb. mô tả khoa học đầu tiên năm 1924.